# Rasbora labiosa
Rasbora labiosa är en fiskart som beskrevs av Mukerji, 1935. Rasbora labiosa ingår i släktet Rasbora och familjen karpfiskar. IUCN kategoriserar arten globalt som livskraftig. Inga underarter finns listade i Catalogue of Life.